# Nationalpark Marahoué
Der Nationalpark Marahoué (franz. Parc national de la Marahoué) liegt im Zentrum der Elfenbeinküste, westlich des Kossoustausees, auf 90 bis 320 m Meereshöhe. Er wurde 1956 als Wildreservat und am 9. Februar 1968 als Nationalpark eingerichtet und ist 1010 km² groß. Die nächste Stadt ist Bouaflé, die Hauptstadt der Region Marahoué. Die Yamoussoukro-Daloa-Hauptstraße stellt einen Teil der südwestlichen Grenze dar; der Fluss Marahoué, der im Norden durch den Parks fließt, bildet einen Teil der östlichen Grenze. Die Landschaft setzt sich aus Tälern und Hügeln zusammen und hat eine durchschnittliche Höhe über dem Meeresspiegel von 250 Metern. Der Jahresniederschlag beträgt 1100 mm, die Jahresmitteltemperatur 25˚C bis 28˚C.

## Vegetation
Der Park liegt am nördlichen Rand des Oberen guineischen Waldes im Übergangsbereich zwischen tropischem Regenwald und baumbestandener Savanne. 1975 war die Fläche aufgeteilt in 60 % dichter Wald, 15 % degradierter Wald, 5 % Galeriewald und 17 % Mosaik aus Savanne und Sträuchern; die restlichen 3 % der Parkfläche wurden landwirtschaftlich genutzt. In den 1990er Jahren waren es 73 % Wald und 1 % Strauchland. Zwischen 2002 und 2008 verlor der Park in Zusammenhang mit dem Bürgerkrieg in der Elfenbeinküste 93 % seiner Waldbedeckung. 2014 gab es keinen dichten Wald mehr, 12 % des Parks war degradierter Wald, 4 % Galeriewald, 67 % Savanne und Strauchland sowie 15 % landwirtschaftliche Nutzfläche.
Die Vegetation besteht aus Galeriewald und teilweise laubabwerfendem Wald, in dem Abachi-Bäume, verschiedene Zürgelbaumarten, Khaya grandifolia, Erythrophleum ivorense sowie Limbabäume vorherrschen. Vor allem in der östlichen Hälfte findet sich baumbestandene Savanne mit Diospyros mespiliformis, Afzelia africana, Lophira lanceolata und Daniellia oliveri. 2016 wurden im Nationalpark 302 Pflanzenarten verzeichnet, darunter Combretum zenkeri, Dialium guineense, Entandrophragma utile, Milicia excelsa und Triplochiton scleroxylon sowie über 15 Jahre alte Kakaobäume.

## Tierwelt
Neben Büffeln, Flusspferden, Krokodilen, Mangusten, Kuhantilopen, Bongos, Duckern, Wasserböcken, Kob- und Leierantilopen soll es hier in den 1980er Jahren noch 50 Elefanten gegeben haben. Viele Primatenarten wie Dianameerkatze, Rote Stummelaffen und Weißnackenmangabe sind vertreten. 2007 wurde die Anzahl der Schimpansen auf unter 50 geschätzt und 2012 lebten im Park keine Schimpansen mehr. Aufgrund seiner großen Vielfalt von 287 Vogelarten ist der Nationalpark eine Important Bird Area.

## Gefährdung des Nationalparks
Bereits vor der Einrichtung des Nationalparks waren von mindestens 111 Pflanzern Kakaoplantagen und weitere Anbauflächen innerhalb des Gebietes angelegt worden, die 1975 etwa 3 % der Parkfläche ausmachten. Landwirtschaft einschließlich Brandrodung und illegales Holzfällen führten zur Zerstörung oder schweren Beeinträchtigung der Vegetation in etwa einem Viertel des Parks. Besonders in der Nähe der östlichen und nördlichen Parkgrenze hat das menschliche Einwirken stark zugenommen, die Bevölkerung angrenzender Dörfer und Städte nutzt Holz und Wildfleisch aus dem Nationalpark und illegale Kakaoplantagen werden weiterhin unterhalten. Wilderei ist ein ernstes und weit verbreitetes Problem, das zur Reduktion der Bestände an Antilopen und Primaten führte. Pestizidbelastung beeinträchtigt einige der Marschen. Zeitweise gab es innerhalb der Parkgrenzen etwa 50 illegale Siedlungen, in denen bis zu 13 000 Menschen lebten.

## Gegenmaßnahmen
Ein Entwicklungshilfeprojekt als Teil des die ganze Nation umfassenden, von vielen Spendern finanzierten Programmes zur Verbesserung des Managements geschützter Gebiete wurde in Marahoué 2001 bis 2002 von Conservation International mit finanzieller Unterstützung der Europäischen Union im Rahmen des Critical Ecosystem Partnership Fund durchgeführt, aber aufgrund der politischen Unruhen im Land abgebrochen.
Ende 2016 begann das Office Ivoirien des Parcs et Réserves mit Umsiedlungsabkommen und der Räumung illegaler Siedlungen innerhalb des Nationalparks.